# Malyuk
O Malyuk (em ucraniano:  Малюк, transl. "Bebê"), às vezes referido como Vulcan-M, é um fuzil de assalto desenvolvido pela empresa de armas ucraniana Interproinvest (IPI).
O Malyuk é um desenvolvimento do fuzil de assalto soviético Kalashnikov, reconfigurado em um layout bullpup.

## História
De acordo com o vice-CEO do IPI, Serhiy Luhovskyy, o desenvolvimento do Malyuk começou em 2005. Ele foi baseado em uma tentativa anterior de um fuzil bullpup conhecido como Vepr e nos erros cometidos com ele. O desenvolvimento foi baseado em um contrato firmado pelo Serviço de Segurança da Ucrânia com protótipos de fuzis fornecidos antes das investigações serem feitas pelo Ministério da Defesa da Ucrânia em 2008. Em fevereiro de 2015, o feedback foi fornecido pelo então presidente Petro Poroshenko e pelo Departamento de Segurança do Estado. A produção foi feita em cooperação com a Electron Corporation, pois eles podem produzir rapidamente os fuzis com modernos equipamentos de fabricação na Planta de Fabricação de Montagem de Krasyliv.
O Malyuk estreou em 2015 na Arms & Security Expo em Kiev em 2015. O fuzil foi visto pela primeira vez em público fora da Ucrânia na Feira Internacional da Indústria de Defesa em maio de 2015 em Istambul, Turquia e na Exposição Internacional de Defesa do Azerbaijão em setembro de 2016 em Baku, Azerbaijão.
Em 2016, sabia-se que 200 Malyuks foram entregues ao Exército Ucraniano. Testes limitados foram realizados no Malyuk com o Exército Ucraniano no mesmo ano.

O Malyuk foi usado na invasão russa da Ucrânia em 2022 pelas unidades das forças especiais da Ucrânia, a Guarda Nacional da Ucrânia, incluindo o Batalhão Azov; e as Forças de Defesa Territoriais da Ucrânia. A Unidade de Resposta Operacional Rápida supostamente o tem usado na guerra.
Em 27 de fevereiro de 2022, um suposto sabotador foi preso em Odesa pelo Serviço Estatal de Guarda de Fronteiras e pela Polícia Nacional da Ucrânia numa operação conjunta. Entre os itens confiscados estavam um fuzil Malyuk com uma Makarov PM, um RPG-22 e duas minas antitanque T-62M.
A arma foi demonstrada na Indonésia e no Sri Lanka para potenciais contratos.

## Projeto

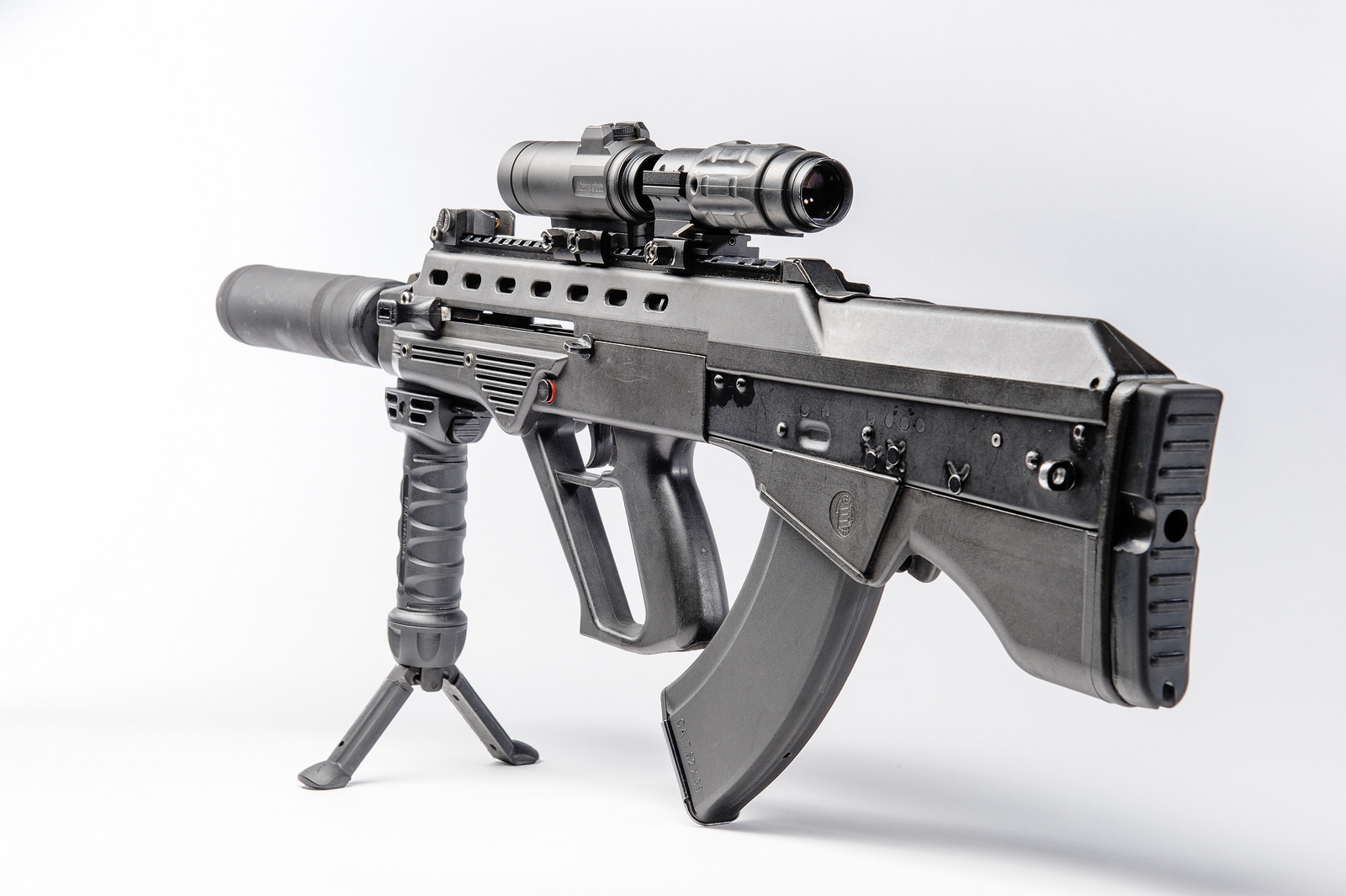
Malyuk com empunhadura frontal

O Malyuk é feito de materiais poliméricos e tem câmara para cartuchos 7,62x39mm, 5,45×39mm e 5,56×45mm NATO e possui um quebra-chamas tipo AK-74. Malyuk com câmara para os cartuchos 7,62x39mm e 5,45x39mm usam carregadores baseados nos do AK-47/AKM/RPK e do AK-74, respectivamente, enquanto aqueles com câmara para o cartucho 5,56x45mm NATO usam carregadores baseados no AK-100.
Pode ser equipado com um silenciador fabricado pela IPI conforme necessário. Ele pesa 3,8 kg e tem comprimento total de 712 mm e comprimento de cano de 415 mm. O Malyuk é refrigerado por convecção de ar, o que permite que o fuzil tenha uma vida útil mais longa no cano.
O alcance efetivo de tiro do fuzil é de 500 m a uma cadência de 700 tiros por minuto. O botão de retém do carregador está localizado próximo ao gatilho. Como o alojamento do carregador é projetado especificamente para facilitar um melhor carregamento, ele permite que o carregador caia sozinho. O carregador é inserido inclinado para trás e rolado para frente. Para resolver o problema das emissões excessivas de gases, uma proteção defletora é colocada sobre a janela de ejeção. Isso permite que os cartuchos gastos caiam alternativamente entre 45 graus ou para baixo enquanto o gás reduzido é enviado ao receptáculo.
O recuo é reduzido em 50% e o projeto permite ao usuário disparar o fuzil, descarregar e carregar o carregador com uma mão. O Malyuk pode manter o fogo seletivo baseado no AKM ou um seletor ambidestro de duas posições de perfil baixo para fogo semiautomático e automático. O receptáculo superior possui um trilho Picatinny completo com 3 trilhos Picatinny curtos no guarda-mão.
O Malyuk pode ser equipado com um RSP2W Shoot Corner para o operador disparar em um canto. É possível montar um lança-granadas sobcano.
Atiradores canhotos ou destros podem facilmente usar o Malyuk, pois é ambidestro.
Uma versão comercial do Malyuk foi desenvolvida na fábrica de montagem de Krasyliv em cooperação com a Electron Corporation.

## Variantes
- Malyuk K-01/02 – Variante civil semiautomática. A variante K-01 tem câmara para o cartucho 7,62x39mm e a variante K-02 tem câmara para o cartucho 5,56x45mm NATO[20]
- Shepit – Significa "sussurro" em ucraniano; Malyuk produzido com cano longo, bipé e silenciador[9]
- Riff – Arma anti-drone portátil alimentada por uma bateria portátil de 100 watts[9]